# 早春譜 (アルバム)
『早春譜』（そうしゅんふ）は、1978年3月21日にリリースされた、キャンディーズ10枚目、かつ最後のアルバムである。

## 内容
- LP帯コピー：ゆく春を惜しむかのように、それぞれの想い出を歌にこめて。ラン・スー・ミキ自作自演集
- 本作のリリースから2週間後の4月4日、後楽園球場で行われたコンサート「ファイナルカーニバル」をもってキャンディーズは解散した。
- LP盤は2枚組で（CD-DA化された際も）、スタジオ・アルバムとしては唯一全面収録されている。過去には『キャンディーズ1+1⁄2〜やさしい悪魔〜』（1977.4.21）と『Candy Label』（1977.9.1）をリリースしているが、前者は4面目が未収録（盤にメンバーの直筆サインを刻印）、後者は30cmLP盤と17cmLP盤（コンパクト盤）の変則編成で、実質的に1枚物としての扱いである。
- 全収録曲がメンバーによって作詞・作曲されている（作曲はMMPのメンバーとの共作）。シングル曲やカバー曲、外部の作家による楽曲は一切収められていない。
- 本作のリリースと同日に、『あなたに夢中〜内気なキャンディーズ〜』（1973.12.5）から『春一番』（1976.4.1）までのスタジオ・アルバム6作とライブ・アルバム『Candies' Carnival For 10,000 People』（1975.12.21）が再発売された。
- 2008年9月3日にリリースされたCD-BOX『キャンディーズ・タイムカプセル』に収納された紙ジャケット盤には、ライブ・アルバム『FINAL CARNIVAL Plus One』（1978.5.21）のプロモーション用のシングルとして配布された「あこがれ」の短縮バージョンがボーナス・トラックとして収録された。

## 収録曲

### オリジナル盤

#### Disk 1 / Side-A
1. 買い物ブギ
  - 作詞：藤村美樹、作曲：藤村美樹・山田直毅、編曲：山田直毅&MMP（ミュージック・メイツ・プレイヤーズ）
2. エプロン姉さん（マキちゃんに捧げる唄）
  - 作詞：藤村美樹、作曲：藤村美樹・渡辺直樹、編曲：いしだかつのり
3. 猫と兄貴
  - 作詞：藤村美樹、作曲：藤村美樹・渡辺直樹、編曲：渡辺直樹&MMP
4. おとうさん あなたへ
  - 作詞：藤村美樹、作曲：藤村美樹・渡辺直樹、編曲：いしだかつのり
5. FOR FREEDOM
  - 作詞：藤村美樹、作曲：藤村美樹・渡辺茂樹、編曲：穂口雄右

#### Disk 1 / Side-B
1. アンティック ドール
  - 作詞：伊藤蘭、作曲：伊藤蘭・渡辺茂樹、編曲：渡辺茂樹
2. MOONLIGHT
  - 作詞：伊藤蘭、作曲：伊藤蘭・渡辺茂樹、編曲：いしだかつのり
3. ろうそくの灯に…
  - 作詞：伊藤蘭、作曲：伊藤蘭・山田直毅、編曲：穂口雄右
4. 鏡の中で
  - 作詞：伊藤蘭、作曲：伊藤蘭・山田直毅、編曲：穂口雄右
5. 悲しみのヒロイン
  - 作詞：伊藤蘭、作曲：伊藤蘭・西村耕次、編曲：田辺信一

#### Disk 2 / Side-A
1. 私の彼を紹介します
  - 作詞：田中好子、作曲：田中好子・西慎嗣、編曲：いしだかつのり
2. 季節の別れ
  - 作詞：田中好子、作曲：田中好子・西慎嗣、編曲：田辺信一
3. いちばん星さん
  - 作詞：田中好子、作曲：田中好子・山田直毅、編曲：穂口雄右
4. なんとなく
  - 作詞：田中好子、作曲：田中好子・西慎嗣、編曲：いしだかつのり
5. 午前零時の湘南道路
  - 作詞：田中好子、作曲：田中好子・渡辺直樹、編曲：いしだかつのり

#### Disk 2 / Side-B
1. 黄色いカヌー
  - 作詞：伊藤蘭、作曲：伊藤蘭・渡辺茂樹、編曲：いしだかつのり
2. ささやき
  - 作詞：伊藤蘭、作曲：伊藤蘭・渡辺茂樹、編曲：穂口雄右
3. PLEASE COME AGAIN
  - 作詞：田中好子、作曲：田中好子・西慎嗣、編曲：西慎嗣&MMP
4. IT'S VAIN TRY TO LOVE YOU AGAIN
  - 作詞：藤村美樹、作曲：藤村美樹・渡辺茂樹、編曲：穂口雄右
5. あこがれ
  - 作詞：藤村美樹、作曲：藤村美樹・渡辺茂樹、編曲：渡辺茂樹

### キャンディーズ・タイムカプセル盤

#### Disc 1
1. 買い物ブギ
2. エプロン姉さん（マキちゃんに捧げる唄）
3. 猫と兄貴
4. おとうさん あなたへ
5. FOR FREEDOM
6. アンティック ドール
7. MOONLIGHT
8. ろうそくの灯に…
9. 鏡の中で
10. 悲しみのヒロイン
11. あこがれ（プロモ・エディット・ヴァージョン）（ボーナス・トラック、初CD化）

#### Disc 2
1. 私の彼を紹介します
2. 季節の別れ
3. いちばん星さん
4. なんとなく
5. 午前零時の湘南道路
6. 黄色いカヌー
7. ささやき
8. PLEASE COME AGAIN
9. IT'S VAIN TRY TO LOVE YOU AGAIN
10. あこがれ